# Westler
Westler (tj. Zápaďák) je německý hraný film z roku 1985, který režíroval Wieland Speck podle vlastního scénáře. Film natočený v produkci ZDF popisuje vztah dvou mladíků ze Západního a Východního Berlína a realisticky zobrazuje nejen obtíže homosexuálů, ale i běžný život v tehdejším rozděleném Berlíně. Film byl v ČR uveden např. v listopadu 2006 na festivalu Mezipatra pod českým názvem Zápaďák.

## Děj
Felix bydlí v Západním Berlíně v bytě se dvěma spolubydlícími. Jede na návštěvu ke svému kamarádovi Brucemu do Los Angeles. Bruce poté na týden přiletí za ním do Berlína. Oba si udělají výlet do východní části. Při procházce města je zpovzdálí pozoruje mladík. Felix ho na Alexanderplatzu osloví a seznámí se spolu. Thomas bydlí ve čtvrti Prenzlauer Berg na Kastanienallee a pracuje jako číšník v hotelu. S Felixem se do sebe zamilují a vymění si adresy. Felix začne pravidelně za Thomasem jezdit. Může však zůstat vždy jen jeden den a do půlnoci se musí vrátit zase zpět za hranice. Jeho časté přechody hranic jsou však podezřelé a na celnici má problémy. Thomas je zase přeřazen na práci na jatka. Thomas chce být na blízku s Felixem, a proto začne plánovat útěk na Západ. Rozprodá nábytek, cennosti uschová u své důvěrné sousedky Elke a odletí do Prahy, kde se setká s Felixem. V Praze zná Thomas kamaráda Pavla, který mu pomůže sehnat převaděče. Plán je odejet do Maďarska, odtud se dostat tajně do Jugoslávie a přes ni na Západ. V noci se Thomas rozloučí s Felixem na Karlově mostě a odchází za převaděčem. Závěr filmu tak zůstává otevřený.

## Obsazení
| Sigurd Rachman     | Felix           |
| Rainer Strecker    | Thomas          |
| Andy Lucas         | Bruce           |
| Frank Redieß       | Bernie          |
| Andreas Bernhardt  | Jürgen          |
| Sasha Kogo         | Elke            |
| Hans-Jürgen Punte  | Lutze           |
| Zazie de Paris     | barová zpěvačka |
| Harry Baer         | celník          |
| Georges Stamkowski | Pavel           |

## Přijetí a ocenění
- Max Ophuels Festival – cena publika
- San Francisco International Gay & Lesbian Film Festival – cena publika
- Torino International Gay & Lesbian Film Festival

Westler je patrně nejznámější Speckův film. Berlínský filmový žurnalista Gian-Philip Andreas jej označil v rozhovoru s režisérem za jeden z nejdůležitějších německých queer filmů.

## Okolnosti natáčení
Úvodní část filmu byla natočena v Los Angeles. Scény odehrávající se v exteriérech v Západním Berlíně a v Praze byly točeny v utajení na amatérský 8mm film, v těchto záběrech proto herci nemluví, respektive jejich hlasy nejsou slyšet. [zdroj⁠?!] Záběry ve Východním Berlíně a Praze točil kameraman Ivan Kocman.